# Trey Anastasio (álbum)
Trey Anastasio es el álbum homónimo y tercer álbum en solitario del músico y compositor estadounidense Trey Anastasio. Salió al mercado el 30 de abril de 2002 a través de la discográfica Elektra Records y fue grabado por Trey en The Barn, su estudio de grabación situado en Vermont. 

## Lista de canciones
1. "Alive Again" - 4:39
2. "Cayman Review" - 4:16
3. "Push On 'Til The Day" - 7:37
4. "Night Speaks To A Woman" - 4:01
5. "Flock Of Words" - 4:32
6. "Money, Love and Change" - 4:07
7. "Drifting" - 3:43
8. "At The Gazebo" - 3:11
9. "Mister Completely" - 4:35
10. "Ray Dawn Balloon" - 3:29
11. "Last Tube" - 11:22
12. "Ether Sunday" - 3:40

## Personal
- Trey Anastasio - guitarra, voz
- Tony Markellis - bajo, voz
- Russ Lawton - batería, voz
- Jennifer Hartswick - trompeta, voz
- Ray Paczkowski - teclados
- Russell Remmington - saxofón tenor, flauta
- Dave Grippo saxofón alto, saxofón barítono
- Andy Moroz - trombón
- Cyro Baptista - percusión